# Sức lực

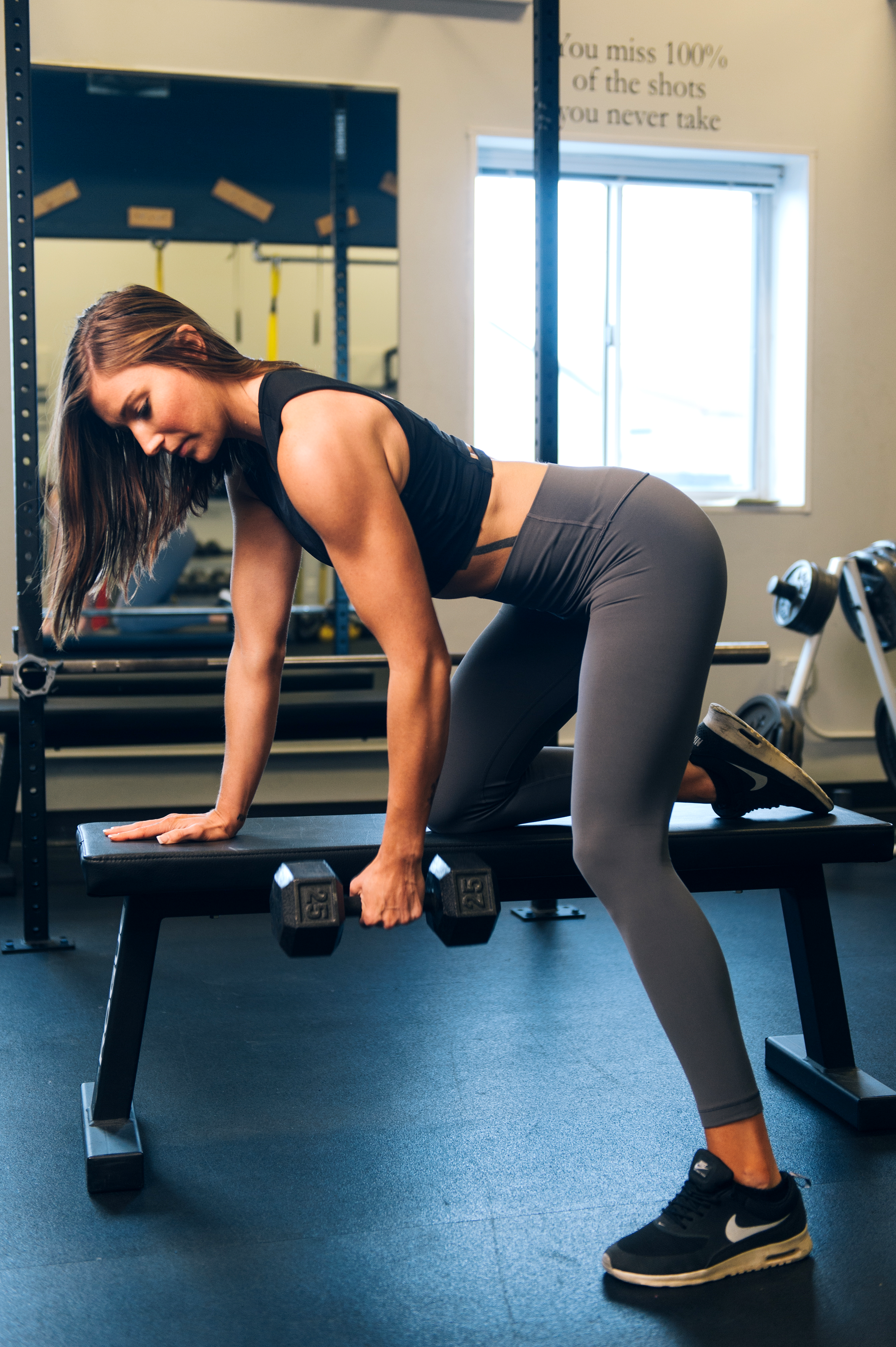
Bài tập gập người kéo tạ (Bent-over row) giúp tăng cường sức khỏe, sức mạnh thể lực

Sức lực hay là sức mạnh thể chất (tiếng Anh: Physical strength) hay còn gọi là thể lực là thước đo mức độ tác động của lực của một cá nhân lên vật thể vật lý. Sức lực được tạo ra cốt lõi từ yếu tố trương lực cơ, mức độ co duỗi cơ bắp. Thể lực là toàn bộ khả năng hoạt động hiệu quả của cơ thể, một nền tảng thể lực sung mãn là yếu tố quan trọng để xây dựng cơ bắp nhằm đạt thể chất ưu việt cho việc cải thiện hiệu suất tập luyện và thi đấu. Tăng cường sức mạnh thể chất (sức vóc) là mục tiêu của luyện tập sức mạnh. Thể lực (sức khoẻ thể chất) và sự ổn định tinh thần song hành với nhau, vì nghiên cứu cho thấy rằng mặc dù hoạt động thể chất và hoạt động nhịp độ (aerobic) cải thiện khả năng thể chất của một người, qua đó cũng giúp cải thiện hình ảnh cơ thể, ngoại hình một cách tích cực và tăng sự tự tin của một người, giảm trầm cảm và lo âu cũng như tăng cường trạng thái tâm trạng và chức năng nhận thức tổng thể. Huấn luyện thể lực tổng quát có thể được sử dụng để thúc đẩy quá trình giảm cân (giảm tới hoặc hơn 3% trọng lượng cơ thể) khi xây dựng một kế hoạch chương trình luyện tập tập trung vào việc tái cấu trúc lối sống đồng thời giúp cung cấp động lực cần thiết để thành công. Huấn luyện thể lực tổng quát được ứng dụng cho việc tập cho cơ thể săn chắc hoặc xây dựng cơ bắp, về cơ bản là cùng một quá trình sinh lý. Những người có sức vóc, sức lực mạnh khỏe được gọi là lực sĩ hay tráng sĩ.

## Cơ chế
Sức mạnh thể chất (sức lực) của một cá nhân được xác định bởi hai yếu tố gồm diện tích mặt cắt ngang của các sợi cơ được huy động để tạo lực và cường độ của việc huy động. Khả năng tăng cơ (tăng độ dày bó cơ, mức độ co duỗi của sợi cơ) cũng khác nhau ở mỗi người, chủ yếu dựa trên gen quyết định lượng hóc-môn (Hormone) tiết ra, nhưng cũng dựa trên giới tính, độ tuổi, sức khỏe của người đó và chế độ dinh dưỡng đầy đủ trong chế độ ăn uống. Kiểm tra tối đa một lần lặp lại là cách chính xác nhất để xác định sức mạnh cơ tối đa. Những cá nhân có tỷ lệ sợi cơ co giật chậm Loại I cao sẽ yếu hơn một cá nhân tương tự có tỷ lệ sợi cơ co giật nhanh Loại II cao, nhưng sẽ có sức bền lớn hơn. Di truyền về loại sợi cơ đặt ra ranh giới ngoài cùng của sức mạnh thể chất có thể có (trừ khi sử dụng các tác nhân tăng cường như testosterone), mặc dù vị trí duy nhất trong đó được khẳng định bằng cách luyện tập.
Tỷ lệ sợi cơ của từng cá nhân có thể được xác định thông qua sinh thiết cơ. Những cân nhắc khác là khả năng huy động các sợi cơ cho một hoạt động cụ thể, góc khớp và chiều dài của mỗi chi. Đối với một mặt cắt ngang nhất định, các chi ngắn hơn có thể nâng được nhiều tạ hơn. Có nhiều cách khác nhau để đo sức mạnh thể chất, thể trạng của một người hoặc một nhóm dân số nhất định. Phân tích khả năng sức mạnh thường được thực hiện trong lĩnh vực công thái học, trong đó một nhiệm vụ cụ thể (ví dụ như nâng vật nặng, đẩy xe đẩy) và/hoặc một tư thế được đánh giá và so sánh với khả năng của nhóm dân số mà nhiệm vụ đó hướng tới, các mô men xoắn phản ứng bên ngoài và các lực tác động lên các khớp thường được sử dụng trong những trường hợp như vậy.
Khả năng sức mạnh của khớp được biểu thị bằng lượng mô men mà lực cơ có thể tạo ra tại khớp để chống lại mô men bên ngoài. Cơ xương tạo ra các lực phản ứng và mô men tại các khớp. Để tránh chấn thương hoặc mệt mỏi, khi một người thực hiện một nhiệm vụ, chẳng hạn như đẩy hoặc nâng vật nặng, các mô men bên ngoài tạo ra tại các khớp do tải trọng ở tay và trọng lượng của các phân đoạn cơ thể lý tưởng phải nhỏ hơn sức mạnh mô men cơ tại khớp. Một trong những mô hình mặt phẳng đứng đầu tiên để dự đoán sức mạnh đã được Chaffin phát triển vào năm 1969. Phân tích từ trên xuống là phương pháp tính toán các lực và mô men phản ứng tại mỗi khớp bắt đầu từ bàn tay cho đến mắt cá chân và bàn chân. Dự đoán sức mạnh tĩnh là phương pháp dự đoán khả năng sức mạnh của một người hoặc một nhóm dân số (dựa trên nhân trắc học) cho một nhiệm vụ và/hoặc tư thế cố định cụ thể (một bài tập co cơ tĩnh).

## Huấn luyện

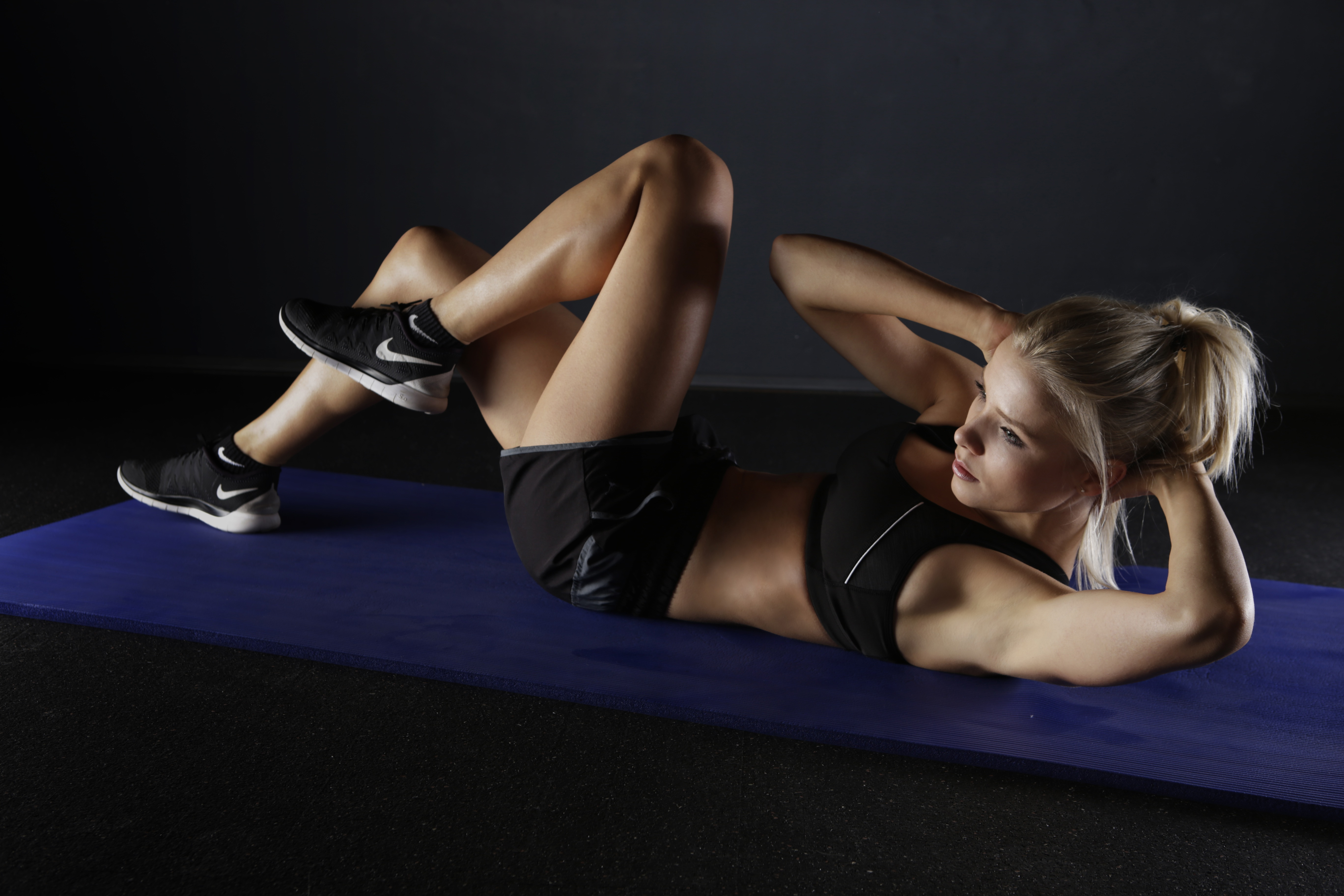
Bài tập thể lực gập bụng nằm (Bicycle crunch) của một vận động viên để nâng cao thể lực, cho cơ thể săn chắc, đem lại sự tự tin vào bản thân

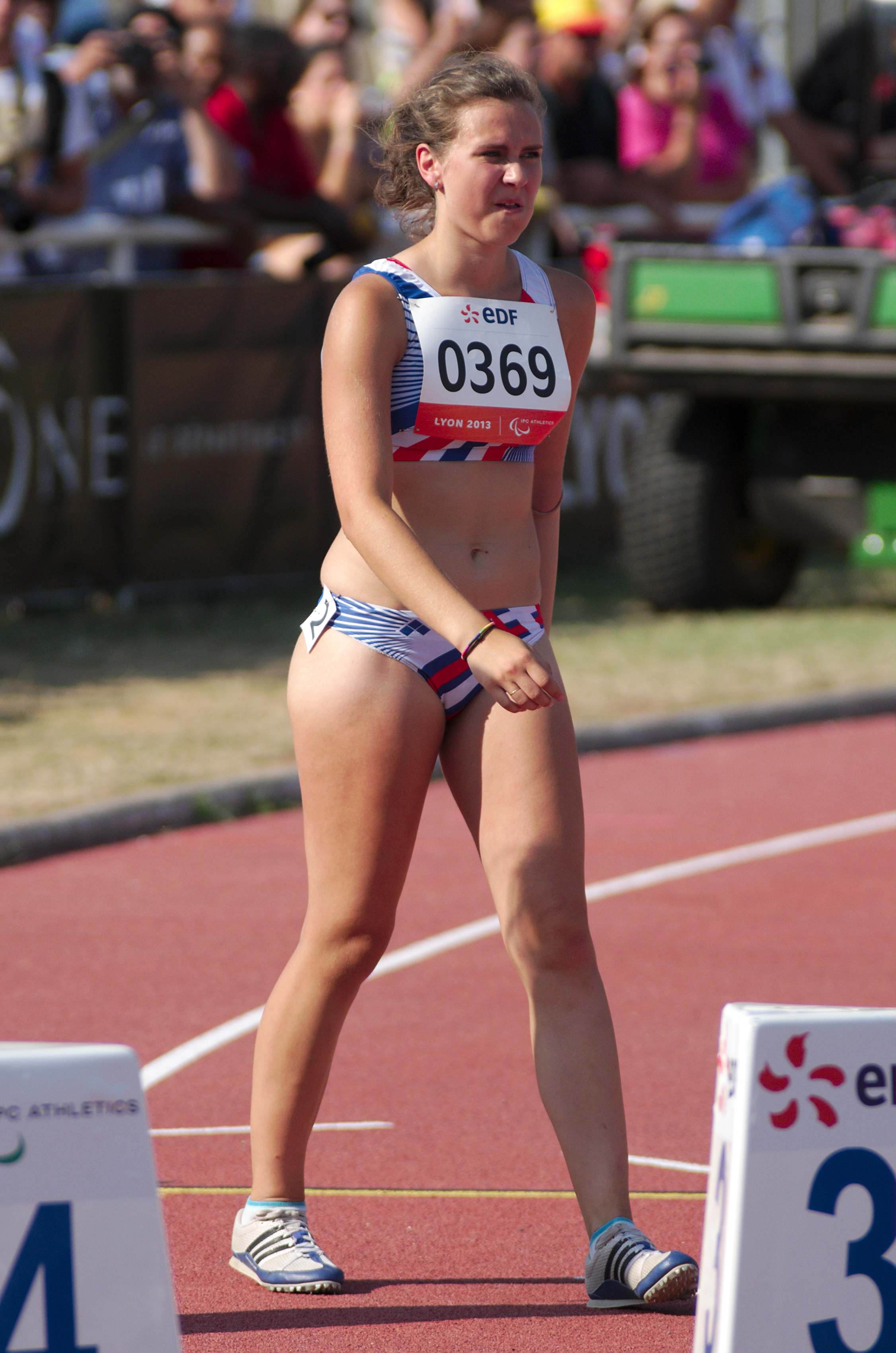
Một vận động viên điền kinh Cộng hòa Séc

Ngày nay, các chương trình huấn luyện thể lực tổng quát (General fitness training) hướng đến các mục tiêu chung về sức khỏe và thể chất, thay vì các mục tiêu cụ thể về thi đấu thể thao, tăng cơ bắp to hơn hoặc lo lắng về ngoại hình. Một chế độ tập luyện vừa phải thường xuyên và chế độ ăn uống lành mạnh có thể cải thiện các dấu hiệu tổng quát về sức khỏe tốt như trương lực cơ, làn da khỏe mạnh, tóc và móng chắc khoẻ, đồng thời ngăn ngừa tình trạng sức khỏe giảm sút do tuổi tác hoặc lối sống và một loạt các bệnh lý về tim mạch và các cơ quan, nội tạng đi kèm với tình trạng lối sống ít vận động và chế độ ăn uống kém, chế độ ăn uống không lành mạnh. Bản thân chế độ ăn uống giúp tăng quá trình đốt cháy calo (thâm hụt calo) bằng cách thúc đẩy quá trình trao đổi chất, một quá trình được tăng cường hơn nữa trong khi vẫn tăng thêm cơ nạc. Một chương trình tập thể dục nhịp điệu có thể đốt cháy chất béo và tăng tỷ lệ trao đổi chất.
Có nhiều lợi ích khi tăng cường mức độ thể lực tổng quát của bản thân, chẳng hạn như giảm căng thẳng để cảm thấy khỏe hơn, giảm khả năng mắc nhiều bệnh tim mạch. Tập thể dục hoặc gia tăng mức độ hoạt động thể chất tăng lên đều đặn là cách chắc chắn để tăng mức độ thể lực tổng quát. Chế độ ăn kiêng tự nó giúp tăng lượng calo đốt cháy bằng cách thúc đẩy quá trình trao đổi chất, một quá trình được tăng cường hơn nữa trong khi tăng thêm cơ nạc (khối lượng nạc cơ thể). Một chương trình bài tập aerobic có thể đốt cháy chất béo và tăng tỷ lệ trao đổi chất cơ bản (BMR) ở người lớn béo phì, thông qua chế độ ăn uống hợp lý trong khoảng thời gian 6 tháng ở người lớn béo phì đã cho thấy mối tương quan tích cực về thể lực và tâm trạng, cũng như giảm cân trung bình hơn 27,5%. Các nghiên cứu cũng cho thấy mức độ đói giảm và một số triệu chứng khác, chẳng hạn như không thể thức dậy vào buổi sáng và lo lắng thường xuyên. Rèn luyện thể lực tổng quát có thể cải thiện phản ứng miễn dịch và tăng cường khả năng phòng vệ tự nhiên của cơ thể chống lại COVID-19 và các loại vi-rút khác.
Huấn luyện sức mạnh (Power training) thường bao gồm các bài tập sử dụng lực tối đa càng nhanh càng tốt dựa trên nguyên tắc: Sức mạnh (Strength) + Tốc độ (Speed) = Sức lực (Power). Nhảy tạ hoặc ném tạ là hai ví dụ về bài tập rèn luyện sức mạnh. Các bài tập tạ thường xuyên như cử đẩy và cử giật cũng có thể được coi là bài tập rèn luyện sức mạnh do tốc độ bùng nổ cần thiết để hoàn thành các lần nâng tạ. Rèn luyện sức mạnh cũng có thể bao gồm các bài tập tương phản như nâng tạ nặng và bài tập bật nhảy, được gọi là bài tập phức hợp, nhằm kết hợp các nỗ lực nâng tối đa với các chuyển động năng động. Sự kết hợp giữa bài tập rèn luyện sức mạnh nâng cao với bài tập tốc độ cao có thể dẫn đến khả năng vận dụng sức lực tăng lên. Rèn luyện sức mạnh thường sử dụng cụ thể hai quá trình sinh lý tăng lên cùng với nhau trong quá trình tập luyện. Đó là hít thở sâu, dẫn đến tăng áp lực trong ổ bụng và tăng cường sau khi kích hoạt, là tăng cường kích hoạt hệ thần kinh và tăng cường tuyển dụng sợi cơ. Các chương trình rèn luyện sức mạnh có thể được định hình để tăng khả năng sử dụng sức mạnh của người tập trong sẵn sàng phản xạ, để đáp ứng các tiêu chí cho từng môn thể thao cụ thể hoặc cả hai.

## Hình ảnh

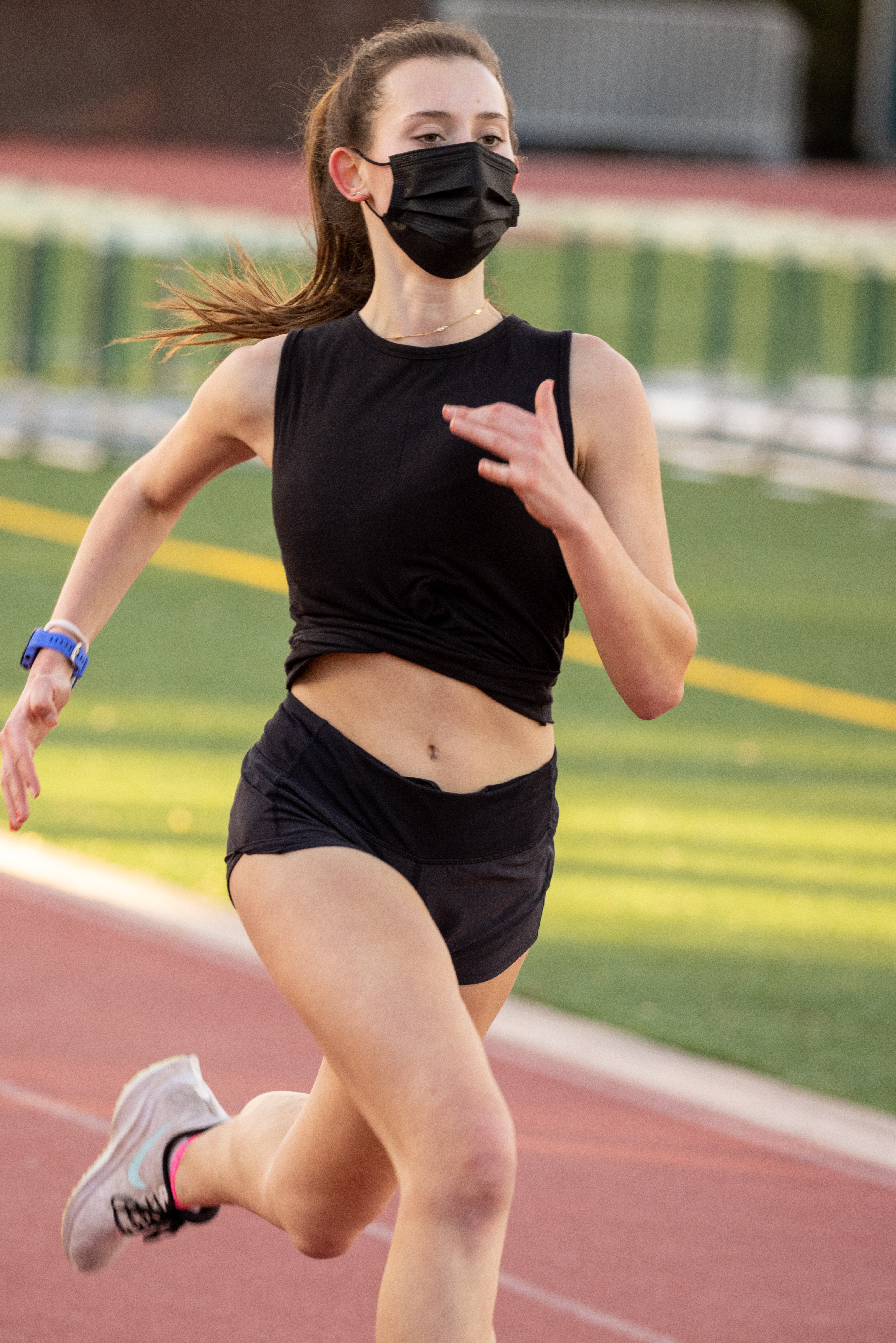
Học sinh trường Palo Alto đang tập chạy bộ để nâng cao thể lực (sức khoẻ), sức bền và tốc độ
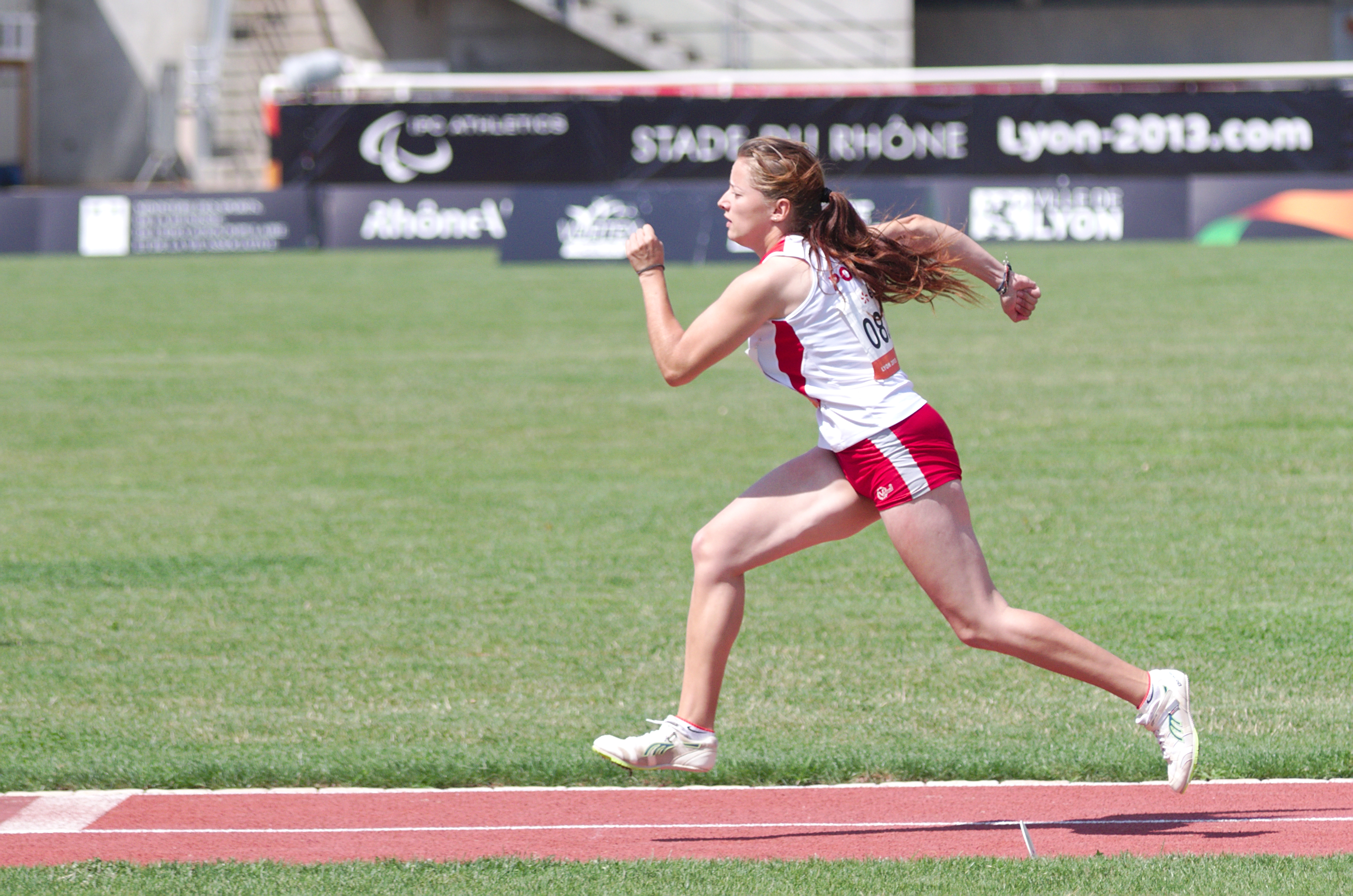
Một vận động viên đang chạy đà
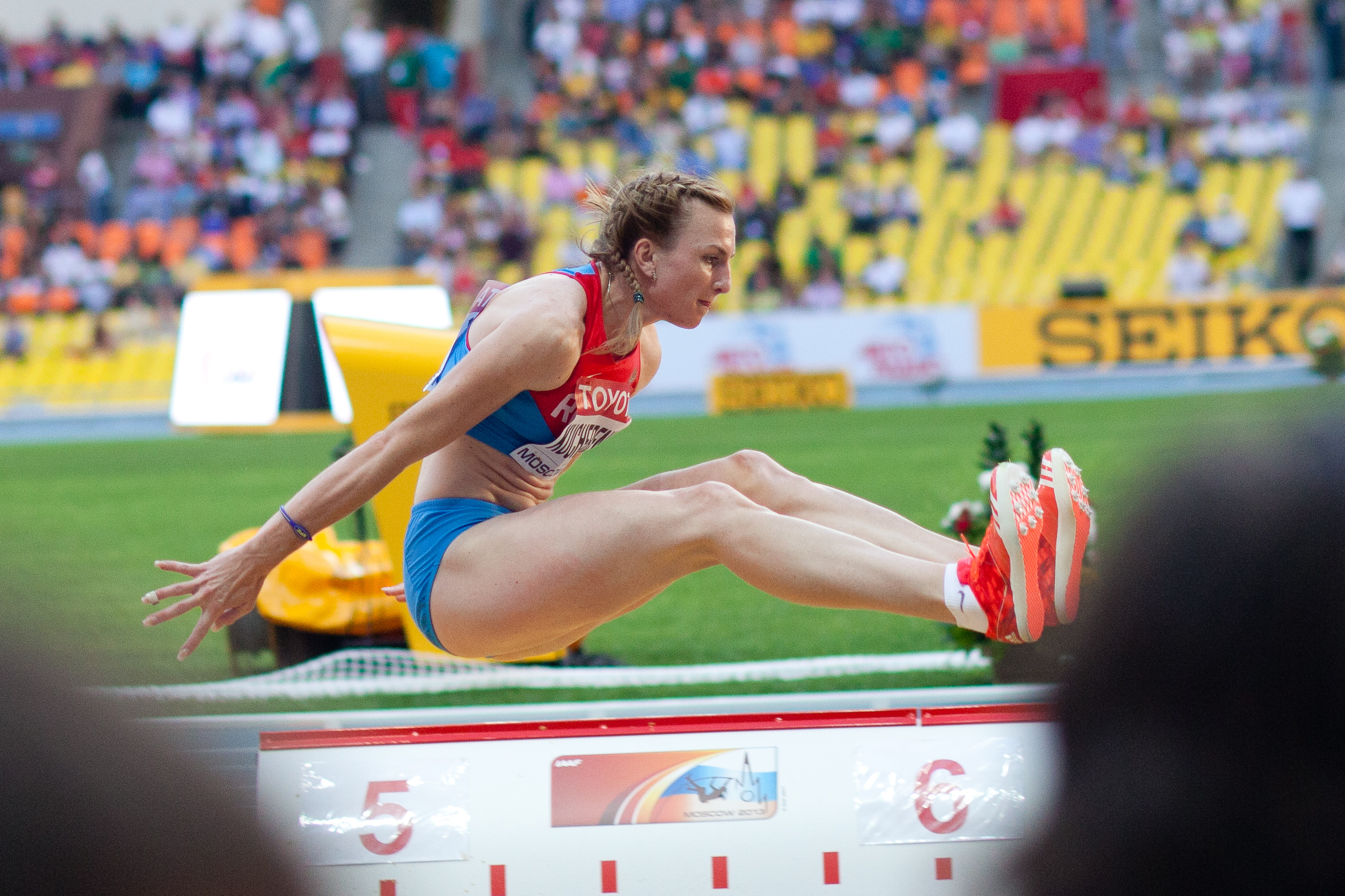
Một vận động viên nhảy xa
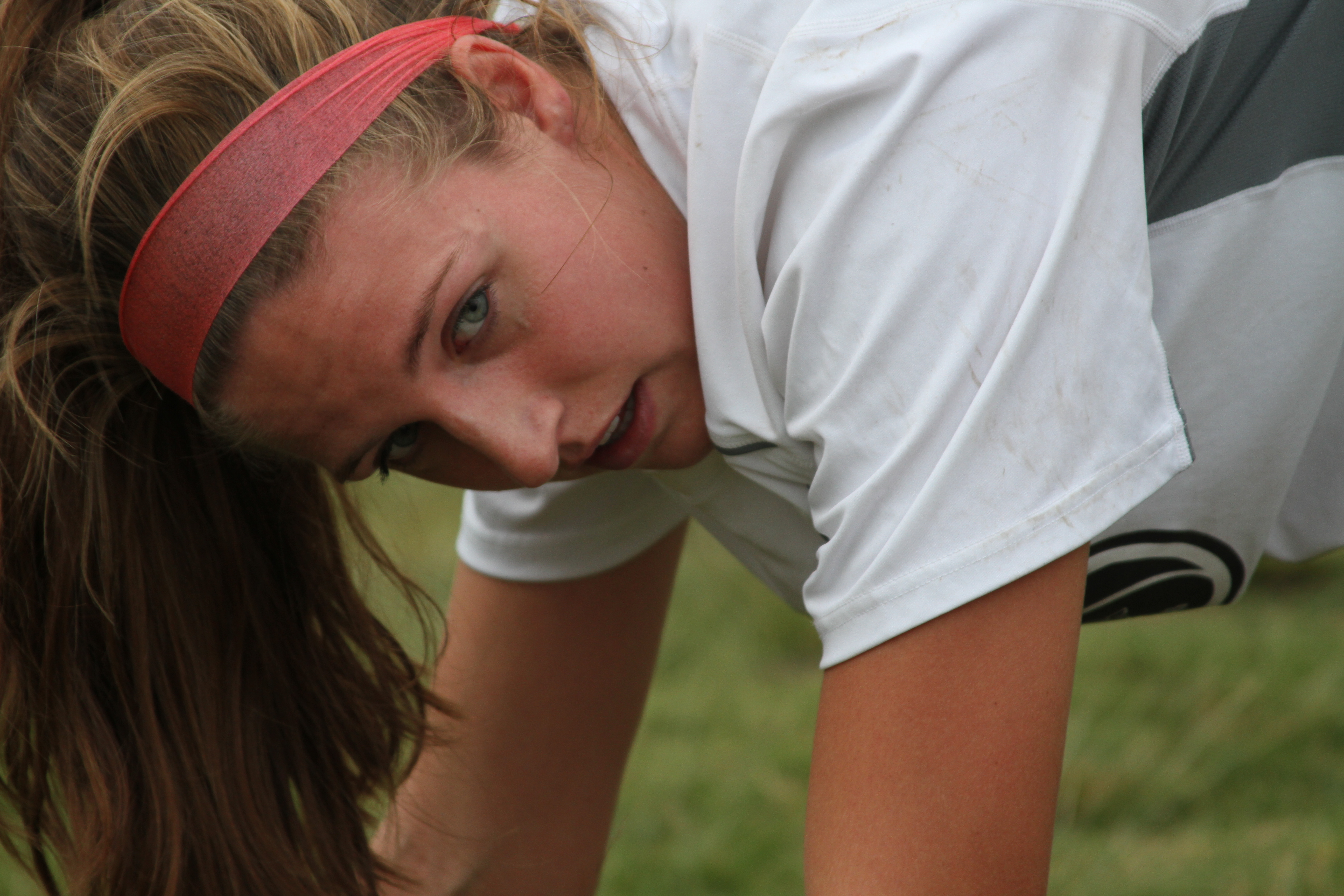
Một vận động viên với thử thách thể lực
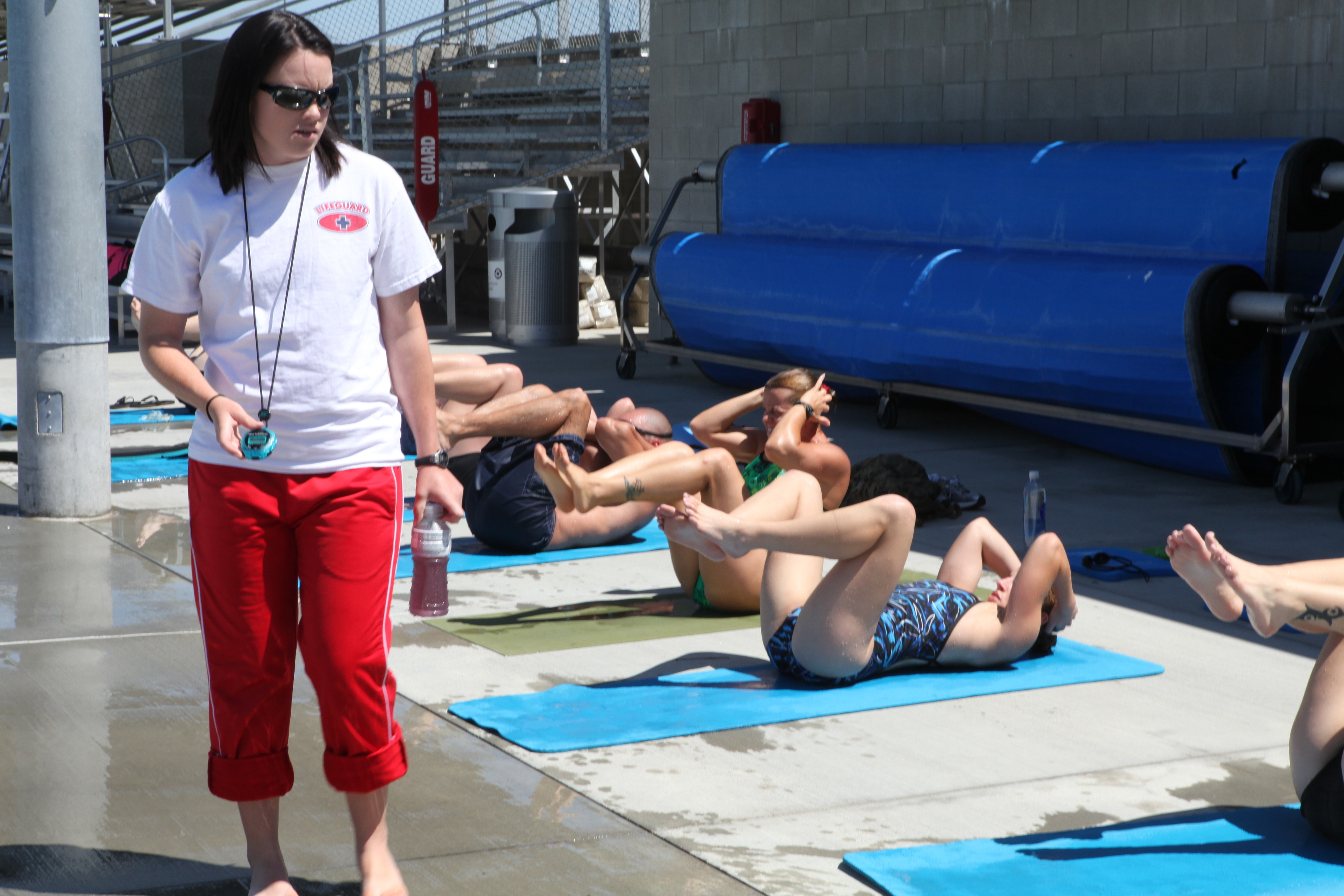
Huấn luyện thể lực trong quân đội Mỹ
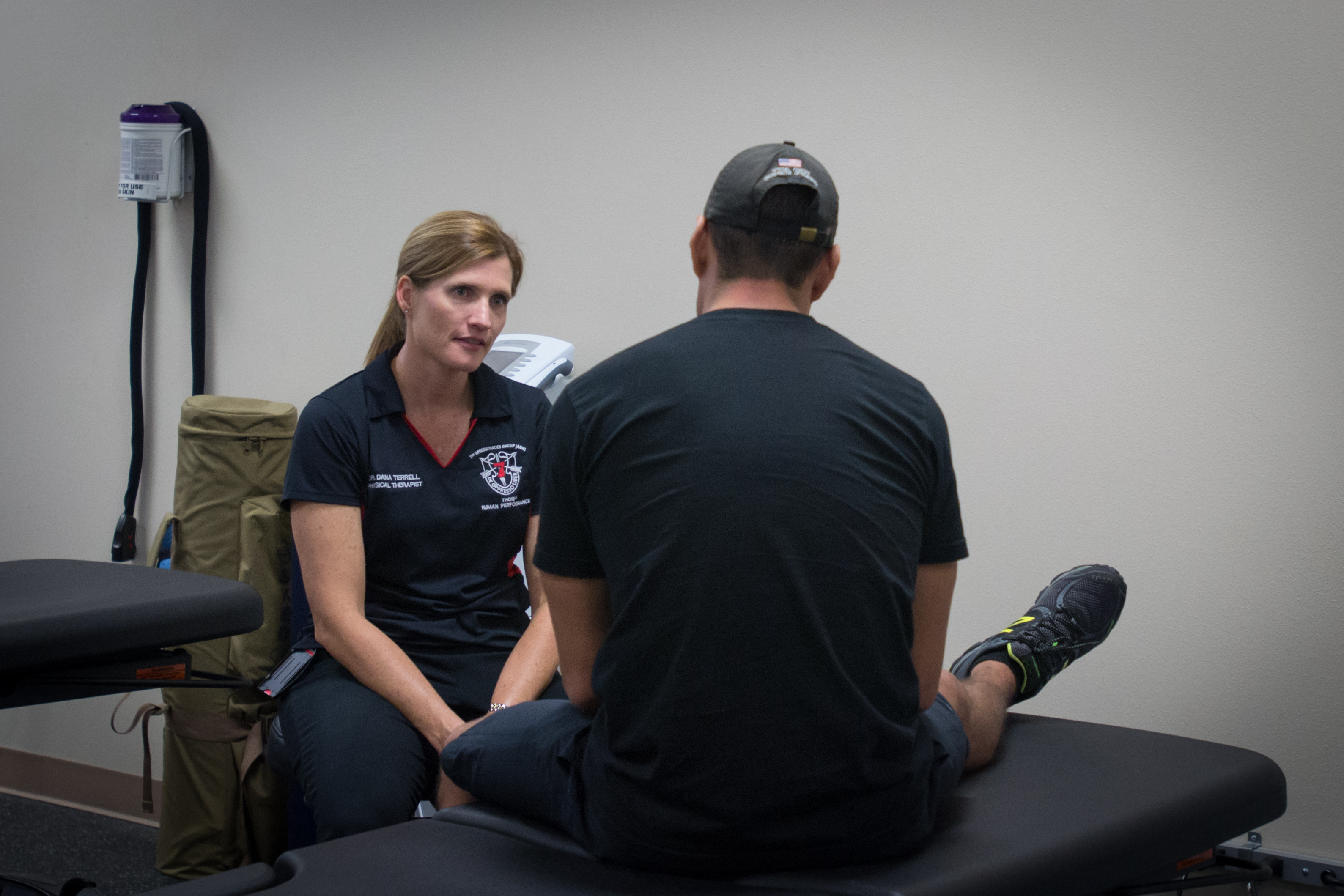
Một chuyên gia đo lường thể lực ở Mỹ